# Christoph Spycher
Christoph Spycher (Wolhusen, 30 maart 1978) is een voormalig betaald voetballer uit Zwitserland die bij voorkeur in de verdediging speelde. Hij tekende in april 2010 een contract tot de zomer van 2013 bij BSC Young Boys, met het voornemen er daarna een functie in de organisatie te bekleden. Van 2002 tot en met 2010 speelde hij 47 interlands voor het Zwitsers voetbalelftal.

## Interlandcarrière
Spycher maakte zijn debuut op 30 april 2003 in een vriendschappelijke wedstrijd in Genève tegen Italië, die met 2-1 verloren ging. Hij verving in dat duel na 61 minuten Ludovic Magnin. Spycher behoorde tot het Zwitserse nationale team tijdens onder meer het EK 2004, het WK 2006 en het EK 2008. Bondscoach Ottmar Hitzfeld selecteerde hem om ook mee te gaan naar het WK 2010, maar hij zegde een maand voor het toernooi met een knieblessure af. Daarbij beëindigde hij direct zijn interlandloopbaan.

## Cluboverzicht
| Seizoen  | Club                | Competitie        | Wedstrijden | Doelpunten |
| -------- | ------------------- | ----------------- | ----------- | ---------- |
| 1999-'00 | FC Luzern           | Nationalliga A    | 32          | 0          |
| 2000-'01 | FC Luzern           | Nationalliga A    | 34          | 0          |
| 2001-'02 | Grasshopper         | Nationalliga A    | 32          | 1          |
| 2002-'03 | Grasshopper         | Nationalliga A    | 18          | 2          |
| 2003-'04 | Grasshopper         | Nationalliga A    | 28          | 2          |
| 2004-'05 | Grasshopper         | Nationalliga A    | 25          | 1          |
| 2005-'06 | Eintracht Frankfurt | Bundesliga        | 24          | 0          |
| 2006-'07 | Eintracht Frankfurt | Bundesliga        | 30          | 0          |
| 2007-'08 | Eintracht Frankfurt | Bundesliga        | 30          | 0          |
| 2008-'09 | Eintracht Frankfurt | Bundesliga        | 18          | 0          |
| 2009-'10 | Eintracht Frankfurt | Bundesliga        | 27          | 0          |
| 2010-'11 | BSC Young Boys      | Axpo Super League | 26          | 0          |
| 2011-'12 | BSC Young Boys      | Axpo Super League | 31          | 5          |
| 2012-'13 | BSC Young Boys      | Axpo Super League | 14          | 1          |
| 2013-'14 | BSC Young Boys      | Axpo Super League | 28          | 1          |